# Экономика Аргентины
Аргентина — быстроразвивающееся аграрно-индустриальное государство. Экономика Аргентины развивается благодаря большому запасу полезных ископаемых, высокой грамотности населения и обладает крупным сектором, ориентированным на экспорт сельскохозяйственной продукции. Кроме того, ей присуща диверсифицированная индустриальная база. На протяжении истории страны экономические показатели Аргентины были неравномерны. В начале XX века она являлась одной из перспективных стран, однако на протяжении многих лет её экономика испытывала противоречия и кризисы, повлиявшие негативно. На данный момент Аргентинская Республика считается одной из главных развивающихся экономик. В свою очередь, объём ВВП и экономический рост позволяют Аргентине быть частью «Большой двадцатки».
Аргентина — индустриально-аграрная страна. ВВП на душу населения по паритету покупательной способности валют 14,2 тыс. долларов США (в 2008 году, 2-е место в Латинской Америке, после Чили).

## Общая характеристика
Структура ВВП (в 2008 году):
- Сельское хозяйство — 9,9 %. Растениеводство (пшеница, кукуруза, подсолнечник, фрукты), животноводство (мясное скотоводство, мясо-шерстяное овцеводство).
- Промышленность — 32,7 %. Машиностроение (в том числе транспортное, сельскохозяйственное, станкостроение), пищевая (в том числе мясохладобойная, зерномельная), металлургия, добывающая, нефтепереработка, нефтехимическая, деревообрабатывающая.
- Сфера услуг (туризм, торговля и т. д.) — 57,4 %.

Внешний долг — 129 млрд долл. (в 2008).
Денежная единица: аргентинское песо. Курс: 112,12 песо за 1 доллар США (08.04.2022 г).
Общий фонд регионального развития:
Программа FONDER, в рамках которой правительство Кристины Фернандес укрепляет процессы регионального производства.

### Статистика
В следующей таблице показаны основные экономические показатели за 1980—2017 года. Инфляция менее 5 % обозначена зелёной стрелкой.
| Год  | ВВП (ППС) (в млрд долл. США) | ВВП на душу населения (ППС) (в долл. США) | Рост ВВП (реальный) | Уровень инфляции (в процентах) | Безработица (в процентах) | Государственный долг (в процентах от ВВП) |
| ---- | ---------------------------- | ----------------------------------------- | ------------------- | ------------------------------ | ------------------------- | ----------------------------------------- |
| 1980 | 176,6                        | 6 318                                     | ▲ 0,1 %             | н/д                            | 3,0 %                     | н/д                                       |
| 1981 | ▲ 182,0                      | ▲ 6 000                                   | ▼ −5,7 %            | н/д                            | ▲ 5,0 %                   | н/д                                       |
| 1982 | ▲ 187,2                      | ▲ 6 470                                   | ▼ −7,2 %            | н/д                            | ▼ 4,5 %                   | н/д                                       |
| 1983 | ▲ 201,9                      | ▲ 6 880                                   | ▲ 3,7 %             | н/д                            | ▲ 5,0 %                   | н/д                                       |
| 1984 | ▲ 213,2                      | ▲ 7 144                                   | ▲ 2,0 %             | н/д                            | ▬ 5,0 %                   | н/д                                       |
| 1985 | ▼ 204,7                      | ▼ 6 745                                   | ▼ −6,9 %            | н/д                            | ▲ 6,3 %                   | н/д                                       |
| 1986 | ▲ 223,8                      | ▲ 7 280                                   | ▲ 7,1 %             | н/д                            | ▬ 6,3 %                   | н/д                                       |
| 1987 | ▲ 235,3                      | ▲ 7 568                                   | ▲ 2,3 %             | н/д                            | ▼ 6,0 %                   | н/д                                       |
| 1988 | ▲ 238,8                      | ▼ 7 587                                   | ▼ −2,0 %            | н/д                            | ▲ 6,5 %                   | н/д                                       |
| 1989 | ▼ 230,7                      | ▼ 7 240                                   | ▼ −7,0 %            | н/д                            | ▲ 8,0 %                   | н/д                                       |
| 1990 | ▲ 236,0                      | ▲ 7 255                                   | ▼ −1,3 %            | н/д                            | ▼ 7,6 %                   | н/д                                       |
| 1991 | ▲ 269,5                      | ▲ 8 172                                   | ▲ 10,5 %            | н/д                            | ▼ 6,5 %                   | н/д                                       |
| 1992 | ▲ 304,0                      | ▲ 9 096                                   | ▲ 10,3 %            | н/д                            | ▲ 7,1 %                   | 25,7 %                                    |
| 1993 | ▲ 330,7                      | ▲ 9 749                                   | ▲ 6,2 %             | н/д                            | ▲ 11,6 %                  | ▲ 27,7 %                                  |
| 1994 | ▲ 357,4                      | ▲ 10 404                                  | ▲ 5,8 %             | н/д                            | ▲ 13,3 %                  | ▲ 29,3 %                                  |
| 1995 | ▼ 354,5                      | ▼ 10 193                                  | ▼ −2,8 %            | н/д                            | ▲ 18,9 %                  | ▲ 31,7 %                                  |
| 1996 | ▲ 380,9                      | ▲ 10 823                                  | ▲ 5,5 %             | н/д                            | ▼ 18,8 %                  | ▲ 33,6 %                                  |
| 1997 | ▲ 418,9                      | ▲ 11 764                                  | ▲ 8,1 %             | н/д                            | ▼ 16,8 %                  | ▼ 32,7 %                                  |
| 1998 | ▲ 439,7                      | ▲ 12 212                                  | ▲ 3,9 %             | ▲ 0,9 %                        | ▼ 14,7 %                  | ▲ 35,2 %                                  |
| 1999 | ▼ 431,3                      | ▼ 11 850                                  | ▼ −3,4 %            | ▼ −1,2 %                       | ▲ 16,1 %                  | ▲ 40,1 %                                  |
| 2000 | ▲ 437,7                      | ▲ 11 898                                  | ▼ −0,8 %            | ▼ −0,9 %                       | ▲ 17,1 %                  | ▲ 42,1 %                                  |
| 2001 | ▼ 427,9                      | ▼ 11 516                                  | ▼ −4,4 %            | ▼ −1,1 %                       | ▲ 19,2 %                  | ▲ 49,4 %                                  |
| 2002 | ▼ 387,1                      | ▼ 10 319                                  | ▼ −10,9 %           | ▲ 25,9 %                       | ▲ 22,5 %                  | ▲ 152,2 %                                 |
| 2003 | ▲ 429,7                      | ▲ 11 347                                  | ▲ 8,8 %             | ▲ 13,4 %                       | ▼ 17,3 %                  | ▼ 128,7 %                                 |
| 2004 | ▲ 481,4                      | ▲ 12 594                                  | ▲ 9,0 %             | ▲ 4,4 %                        | ▼ 13,6 %                  | ▼ 117,3 %                                 |
| 2005 | ▲ 540,9                      | ▲ 14 016                                  | ▲ 8,9 %             | ▲ 9,6 %                        | ▼ 11,6 %                  | ▼ 79,2 %                                  |
| 2006 | ▲ 602,4                      | ▲ 15 457                                  | ▲ 8,0 %             | ▲ 10,9 %                       | ▼ 10,2 %                  | ▼ 69,8 %                                  |
| 2007 | ▲ 674,1                      | ▲ 17 129                                  | ▲ 9,0 %             | ▲ 8,8 %                        | ▼ 8,5 %                   | ▼ 61,0 %                                  |
| 2008 | ▲ 715,2                      | ▲ 17 995                                  | ▲ 4,1 %             | ▲ 8,6 %                        | ▼ 7,9 %                   | ▼ 52,6 %                                  |
| 2009 | ▼ 678,0                      | ▼ 16 893                                  | ▼ −5,9 %            | ▲ 6,3 %                        | ▲ 8,7 %                   | ▲ 53,8 %                                  |
| 2010 | ▲ 755,8                      | ▲ 18 529                                  | ▲ 10,1 %            | ▲ 10,5 %                       | ▼ 7,8 %                   | ▼ 42,0 %                                  |
| 2011 | ▲ 817,7                      | ▲ 19 817                                  | ▲ 6,0 %             | ▲ 9,8 %                        | ▼ 7,2 %                   | ▼ 37,5 %                                  |
| 2012 | ▲ 824,2                      | ▼ 19 750                                  | ▼ −1,0 %            | ▲ 10,0 %                       | ▲ 7,2 %                   | ▲ 38,9 %                                  |
| 2013 | ▲ 857,7                      | ▲ 20 322                                  | ▲ 2,4 %             | ▲ 10,6 %                       | ▼ 7,1 %                   | ▲ 41,7 %                                  |
| 2014 | ▼ 851,1                      | ▼ 19 946                                  | ▼ −2,5 %            | н/д                            | ▲ 7,2 %                   | ▲ 43,6 %                                  |
| 2015 | ▲ 883,9                      | ▲ 20 492                                  | ▲ 2,7 %             | н/д                            | н/д                       | ▲ 55,1 %                                  |
| 2016 | ▼ 878,8                      | ▼ 20 156                                  | ▼ −1,8 %            | н/д                            | ▲ 8,5 %                   | ▼ 53,3 %                                  |
| 2017 | ▲ 920,2                      | ▲ 20 875                                  | ▲ 2,9 %             | ▲ 25,7 %                       | ▼ 8,4 %                   | ▼ 52,6 %                                  |

- 2017 —
- 2018 —
- 2019 —
- 2020 — (план)

## История
- Аргентинский экономический кризис (начало 2000-х)

## Сельское хозяйство

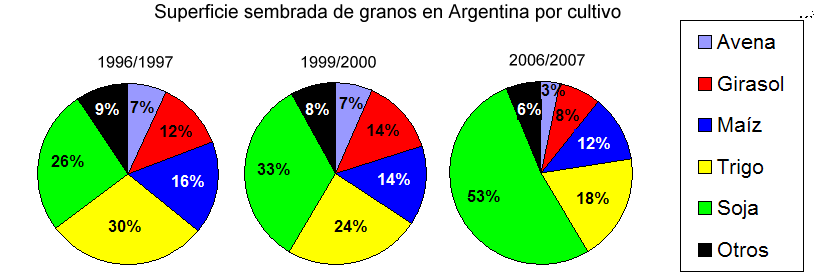
Процентное соотношение зерновых культур (га) в Аргентине. Видно, что доля сои (зелёным цветом) увеличивается, а других — уменьшается

Сельское хозяйство Аргентины почти полностью удовлетворяет собственные потребности в продовольствии, являясь при этом одним из ведущих сельскохозяйственных экспортеров.
Производство продуктов питания — традиционно одна из главных отраслей экономики (8—9 % ВВП), относительно высоким уровнем которого Аргентина выделяется среди стран Латинской Америки.
Сельскохозяйственные угодья занимают в стране 138 миллионов гектаров, но обрабатывается только пятая часть из них. Остальные площади занимают луга и пастбища.

### Растениеводство
Особенно развито производство зерновых и масличных культур, которые лидируют в экспорте страны. В частности, производство сои (совместно с бобами, картофелем, маслом, мукой и биотопливом) является, как и производство бензина, основной экспортной деятельностью. Страна занимает второе место в Южной Америке и третье место в мире по производству и экспорту сои.
Практически 100 % производимой сои имеет трансгенное происхождение. Кроме того, вырубка леса под соевые поля привела на севере страны к обезлесению.

### Животноводство
Ведущую роль в сельском хозяйстве страны играет животноводство.
Животноводство развивается на востоке страны — отрасль, которую переместили во «Влажные пампы» после разработки земель под сою и другие культуры.
Скотоводство, вырабатывающее сырьё для мясной промышленности, — особо значимый сектор, насчитывающий в 2010 году порядка 48 млн голов скота (одно из первых мест в мире), хотя в последние годы, культивация сои заставила перевести под эту отрасль менее ценные земли. Введённые заградительные пошлины в 2005 году привели к уменьшению поголовья скота на 15 %.

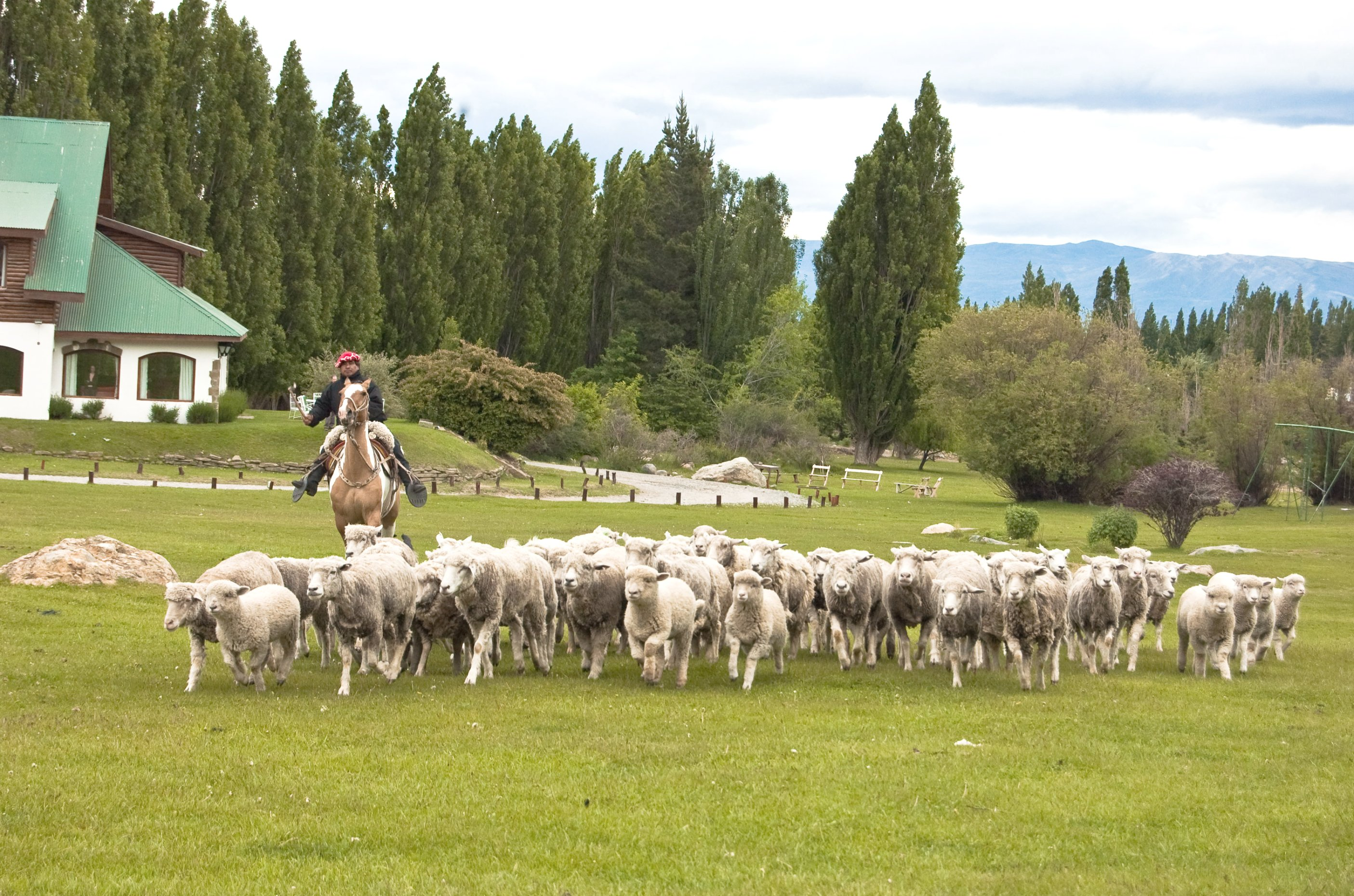
Овцеводство — одно из важнейших отраслей сельского хозяйства Аргентины

Молочное производство составило 10,1 млн т в 2009 году и продолжает расти, причём 20 % молока экспортируется. Отдача молока с коровы значительно увеличилась за последнее время. Однако молочным животноводам приходится конкурировать за землю с производителями сельскохозяйственных культур. Около 45 % переработанного молока идёт на производство сыра. Зоны молочного животноводства сложились вокруг Буэнос-Айреса, на юге провинции Санта-Фе и в некоторых районах Кордовы. Говядина входит в основу питания населения. В 2011 году было произведено 2,5 млн метрических тонн мяса в пересчёте на убойный вес.
Сельское хозяйство также специализируется на овцеводстве, которое является второй крупной отраслью.

### Овощеводство
Некоторую значимость имеет производство овощей и фруктов, которые составляют 3 % экспорта. Центры по производству яблок и груш находятся в сельских районах Патагонии; в северо-восточных регионах производится сахар, цитрусовые и табак;
в Аргентинском Междуречье выращиваются цитрусовые.
В Куйо располагаются крупные плантации оливок, кроме того здесь производятся яйца и особенно вино. Область является первым производителем вин в Латинской Америке и четвёртым в мире (16 млн гекалитров в год).

## Промышленность
Промышленное производство является главным сектором по вкладу в ВВП страны — около 23 % от объёма (2005). К тому же промышленный сектор является основным с точки зрения генерации занятости населения (совместно с торговлей и госсектором): согласно переписи 2001 года, в секторе работало 12 % населения и этот показатель продолжает расти.
Начиная с 2003 года промышленность вступает в фазу обновления, рост которой зависит, в основном, от высокого доллара. Хотя промышленное производство было ориентировано на перемены (автомобилестроение приносило порядка 7 % экспорта, а металлургия — 3 %)[прояснить].
Другими важными отраслями являются текстильная, обувная, пищевая, химическая, бумажная, лесная и деревообрабатывающая.
Большой Буэнос-Айрес — одна из важнейших индустриальных зон страны, где сконцентрирована большая часть производственной деятельности Аргентины. Другими важными центрами являются Кордова, Росарио, Тукуман, Мендоса, Сан-Луис и Огненная Земля, которые способствуют децентрализации промышленности.
Вклад строительства в ВВП составляет 5 % (2005).

### Добывающая промышленность
Исторически добыча полезных ископаемых в Аргентине была незначительной, но в последние десять лет она начала расти, главным образом благодаря рудам: золоту, платине, цинку, марганцу, урану, меди и сере.
Минеральные ресурсы сосредоточены вблизи Кордильер на протяжённом участке длиной 4500 км. В пределах литиевого треугольника добывается литий.
Экспорт добытого сырья принёс в 1996 году 200 млн долларов, а в 2004 году — 1,2 млрд долларов, что составляет более 3 % всего объёма.

### Нефтехимия

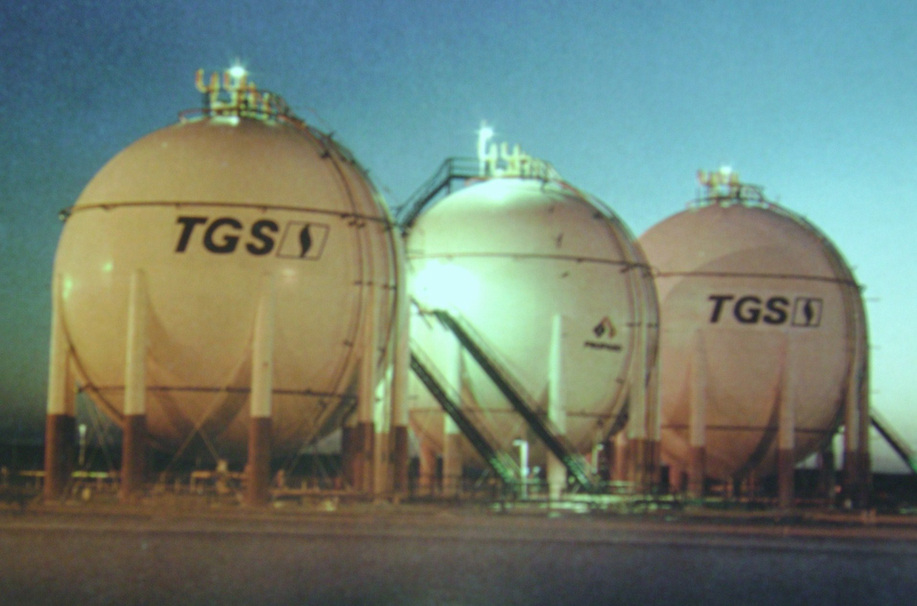
Газгольдеры в Хенераль-Серри

Второй строкой экспорта Аргентины является бензин, природный газ, продукты нефтехимии, составляющие 20 % общего объёма экспорта.
Основные месторождения находятся в Патагонии, Куйо и северо-востоке; провинция Неукен расположена в центре производственной зоны углеводородов.
Сеть нефтепроводов и газопроводов производит перекачку их в Баия-Бланка, основной пул нефтехимии, а также в промышленную конурбацию между Росарио и Ла-Платой, посередине которой находится Большой Буэнос-Айрес.

### Пищевая промышленность
Рыбная промышленность
Аргентинское море расположено над протяжённой морской платформой, чрезвычайно богатой морскими ресурсами, она простирается на 550 км к 52º параллели и составляет 1 890 000 км². Изначально рыболовство развивалось как второстепенная отрасль, и из-за вызванного нерегулируемой ловлей в 1990-е кризиса популяции мерлузы, главного морского продукта в Аргентине, её экспорт снизился с 3 % до 2 %.
2010 год стал рекордным по экспорту рыбы (на сумму 1,33 млрд долларов).
До сих пор страна потребляет не более 5-7 % выловленной рыбы, поскольку рацион аргентинцев привязан к мясу.

### Лесная промышленность
На сегодняшний день территория лесных массивов Аргентины составляет 33 миллиона 190 тысяч гектаров, страна потеряла около 70 % своих лесов за прошедшие 100 лет.
Заготовка леса и производство мебели, в основном из сосны и эвкалипта расширяется. Центрами производства являются провинции Междуречья. Экспорт превышает 2 % общего объёма.

## Сфера услуг

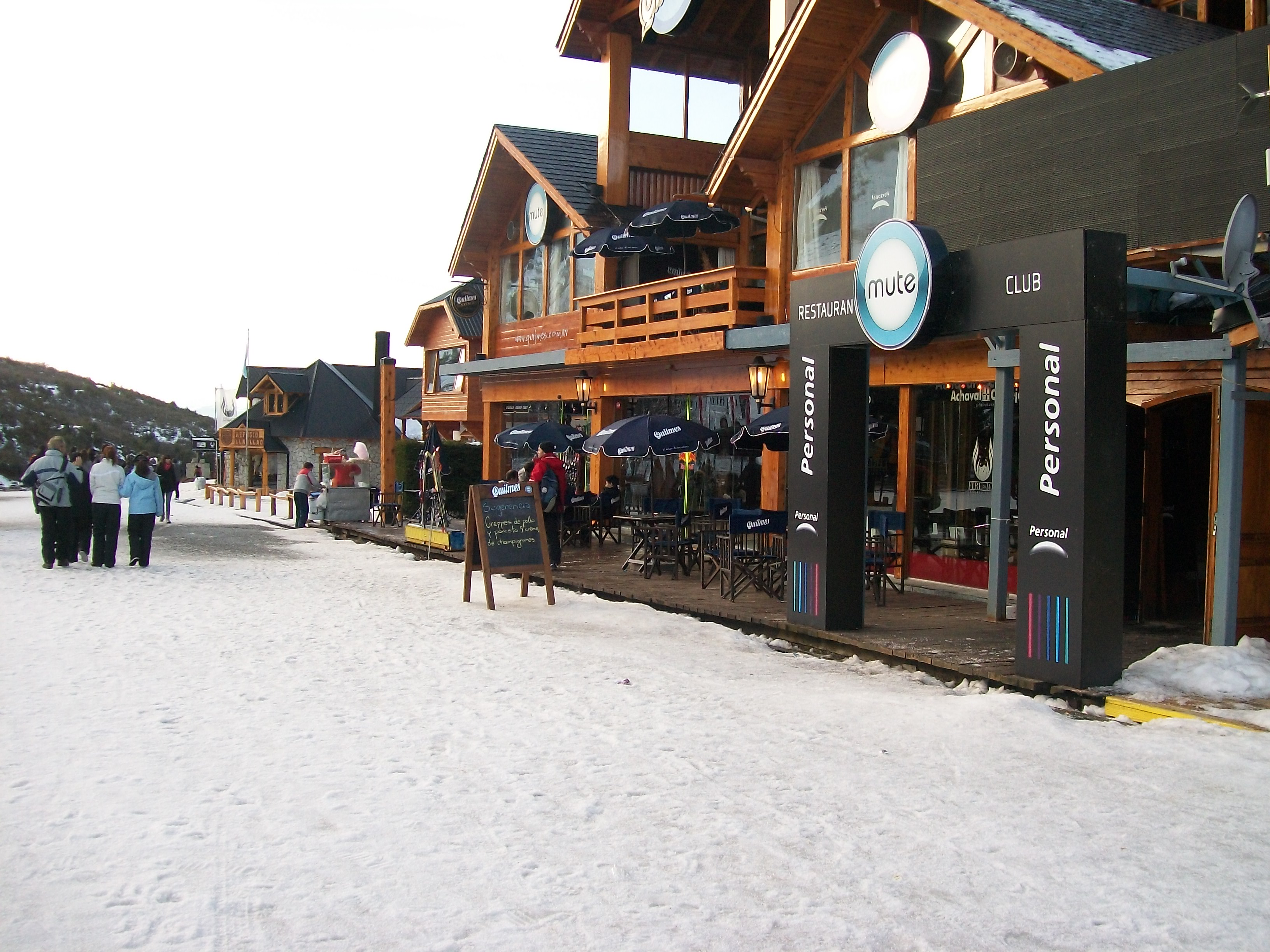
Туризм играет важную роль в экономике Аргентины. Сан-Карлос-де-Барилоче, Патагония

### Туризм
В течение 2019 года Аргентину посетило 3 065 200 иностранных туристов, наибольшую часть турпотока составили бразильские туристы и европейцы.

### Связь
По данным на 2017 год Аргентина занимала 68	место в Рейтинге стран по уровню доступности Интернета среди населения с показателем - 63,80%.
Количество мобильных телефонов у населения Аргентины в 2020 году оценивается в 54 763 900 шт., что выводит страну на 27  место в мире по абсолютному выражению.

## Внешняя торговля
Начиная с момента ввода «Закона о конвертируемости валют» в 1991 году, аргентинский экспорт — как сельскохозяйственный, так и промышленный, показывал значительный рост (произошло утроение объёмов 2001 года в размере 26,500 млн долларов), одновременно с ним на фоне благоприятного климата появились новые направления и выровнялся торговый баланс.
Так главными направлениями торговли являются Меркосур, Европейский Союз и НАФТА, но торговый обмен с Китаем, Россией, Индией и другими странами позволил стране увеличить инвестиции на мировом рынке.

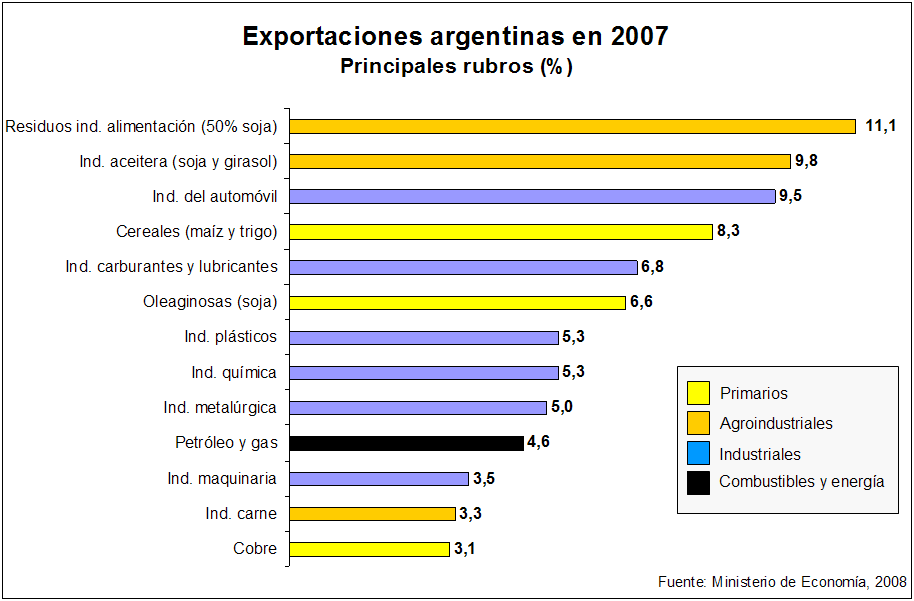
Экспорт, 2007.

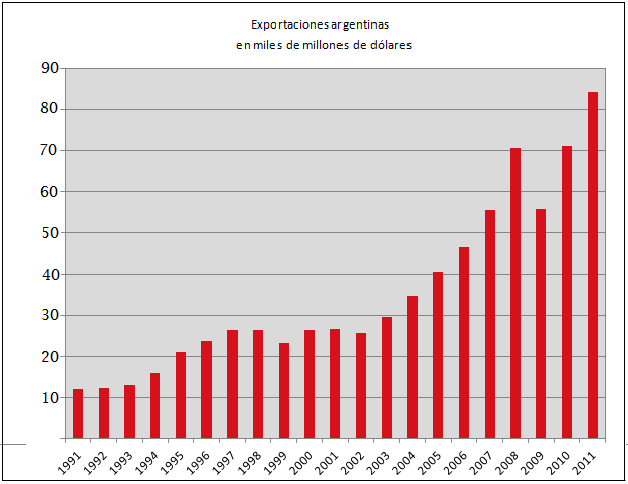
Развитие экспорта 1991—2011.

В первичном секторе экономики, продукция сельского хозяйства занимает главное место по объёму, но также и вторичный сектор — добыча и энергетика — увеличивают объём, начиная с 1990-х.
Промышленные товары, еда, напитки и табак фигурируют в качестве основных. Товары длительного пользования (автомобильная промышленность) и машиностроение в целом уменьшили долю экспорта за последнее десятилетие.
Природные ресурсы необходимы для передового производства в сфере обычных и высоких технологий.
Состав экспорта 2006 года: Производство сельскохозяйственного происхождения (исп. Manufacturas de Origen Agropecuario (MOA)) — 33 %; Производство промышленного происхождения (исп. Manufacturas de Origen Industrial (MOI)) — 32 %; Сырьё (исп. Productos Primarios (PP)) — 19 %; остальные 16 % — Топливо и Энергия (исп. Combustible y Energía (CyE)).
Состав импорта разделяется по значимости на товары промежуточного назначения, средства производства, предметы и аксессуары средств производства, товары потребления, пассажирские средства передвижения, топливо и смазки. Этот импорт осуществляется из Бразилии (главный торговый партнёр), США, Германии, Италии, Японии и Испании. В процентном соотношении импорт распределяется следующим образом: товары промежуточного назначения — 35 %, средства производства — 25 %, предметы и аксессуары средств производства — 17 %, товары потребления — 12 %, пассажирские средства передвижения — 6 % , топлива и смазки — 5 %.
Экспорт составил в 2008 году 70,589 млн долларов, а импорт — 57,413 млн долларов. Меркосур продолжает оставаться главным торговым партнёром, с которым происходит 23 % отгрузок и 16 % доставок. C начала финансового кризиса 2009 года, экспорт упал до 56,060 млн долларов, а импорт — до 35,214 млн долларов.
Внешняя торговля
- Экспорт: 64 млрд долларов США (в 2019)[44] — соевые бобы (13,8%); зерновые, включая кукурузу и пшеницу; мясные продукты и морепродукты (до 10,5%), транспортные машины и оборудование (до 10%); химические товары (до 6,8%); черные и цветные металлы, включая золото.

Основные покупатели — Бразилия 16,2 %, Китай 10,8 %, США 6,9 %. Доля России - 1.1%
- Импорт: 47,8 млрд долларов США (в 2019) — машины, оборудование и электроника (до 28%), химические товары (до 18%); транспортные средства (до 13%); нефтепродукты; топливо, минеральное сырьё; товары народного потребления (включая текстильную и бумажную продукцию)

Основные поставщики — Бразилия 20,6 %,  Китай 17,7 %, США — 14,3 %, Германия - 5,7%. Доля России - 0.7%

### Торговля с Россией
В структуре российского экспорта в 2010 году доминировала продукция химической промышленности (в основном минеральные удобрения) — 89,1 %. Около 10 % составил экспорт машин и оборудования.
Аргентина же поставляла преимущественно продовольственные товары и сельскохозяйственное сырье (87,2 %). Текстиль, кожевенные и химические товары заняли 11 % в структуре импорта в РФ.
Товарооборот в 2010 составил 1,1 млрд долл. и снизился на 17 % по сравнению с 2009 годом; однако за десятилетие торговый оборот увеличился более чем в 10 раз..
Товарооборот между двумя странами в 2012 году составил 1,57 млрд долл..

## Внешнее кредитование
| Графики недоступны из-за технических проблем. См. информацию на Фабрикаторе и на mediawiki.org. |
| МВФ (млн. долл.) Общая сумма (млн. долл.)                                                       |

Источники: 

## Доходы населения
Средний размер оплаты труда в Аргентине на 2018 год составляет 26163 песо (US$1049,65). С 1 декабря 2018 года минимальный размер оплаты труда составляет 11300 песо (US$303,82) и 9650 песо (нетто, после вычета 14 % подоходного налога US$259,45). С 1 октября 2019 года минимальный размер оплаты труда составляет 16875 песо (US$282,09) и 14512.5 песо (нетто, после вычета 14 % подоходного налога US$242,60).